# Щасливе (Дубенський район)
Щасли́ве (до 2024 — Московщина) — село в Україні, у Млинівській селищній громаді Дубенського району Рівненської області. Населення становить 20 осіб.
До 2016 у складі Пугачівської сільської ради.
Від 2016 у складі Млинівської селищної громади.

## Історія
У 1906 році село Млинівської волості Дубенського повіту Волинської губернії. Відстань від повітового міста 22 верст, від волості 8. Дворів 26, мешканців 162.
7 (20) листопада 1917 року, відповідно до Третього Універсалу Української Центральної Ради, увійшло до складу Української Народної Республіки.
12 червня 2020 року, відповідно до розпорядження Кабінету Міністрів України № 722-р від «Про визначення адміністративних центрів та затвердження територій територіальних громад Рівненської області», увійшло до складу Млинівської селищної громади.
19 липня 2020 року, в результаті адміністративно-територіальної реформи та ліквідації Млинівського району, село увійшло до складу Дубенського району.
19 вересня 2024 року Верховна Рада підтримала перейменування села Московщина на Щасливе. 26 вересня 2024 року перейменування набуло чинності.